# Lokgwabe
Lokgwabe est une ville du Botswana.